# Efecte tisora
L'efecte tisora, o fer la tisora, és el nom que rep el gir accidental de la cabina en un camió articulat.

L'efecte es produeix en bloquejar-se les rodes de fre quan el vehicle circula a gran velocitat. En aquesta situació, les rodes bloquejades perden la seva capacitat per dirigir el vehicle o per mantenir-lo en la seva traçada. Al girar el volant sobtadament el vehicle (cotxe o camió) seguirà en línia recta fins que les rodes tornin a girar.
Al produir-se l'efecte tisora, les rodes del camió es bloquegen i el remolc té menys capacitat de frenada a causa de la seva major proporció de pes (o altres causes). En aquestes condicions, qualsevol lleu angle de diferència entre la cabina i el remolc al moment d'accionar el fre produeix que el remolc es desplaci lateralment, desplaçant l'eix posterior de la seva posició original, girant i podent arribar el remolc a sobrepassar la cabina de comandament.

## Sistemes contra l'efecte tisora

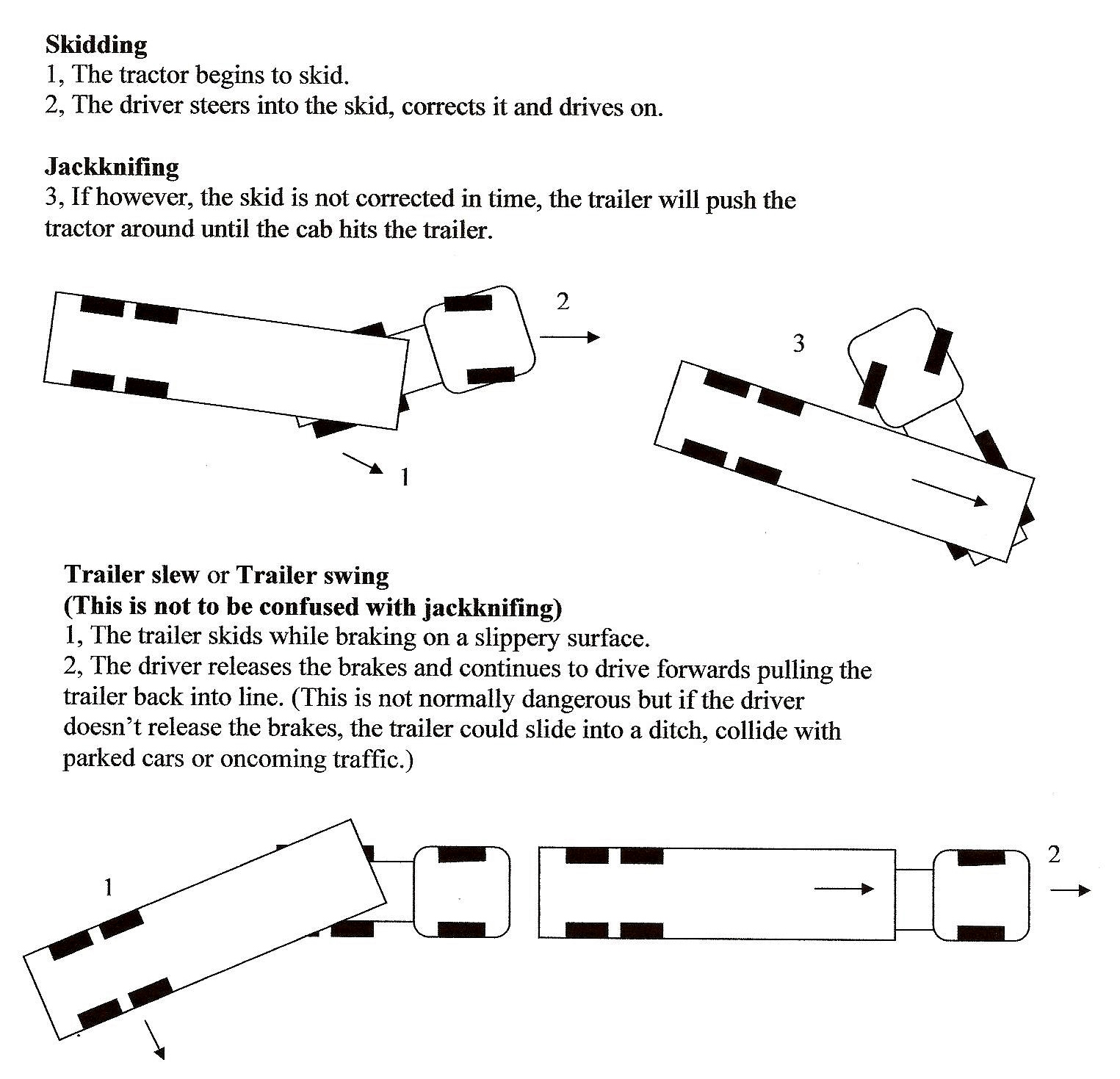
Com es produeix l'efecte tijera

- Els sistemes més efectius per reduir aquest efecte són el antibloqueig de frens (ABS) i el repartiment de frenada[2]
- Una altra alternativa és instal·lar un fre electromagnètic al remolc, fet que permet tenir a la cabina una palanca de fre del remolc.